# Плешки (Фалёнский район)
Плешки — деревня в Фалёнском районе Кировской области России.

## География
Деревня находится в восточной части Кировской области, в подзоне южной тайги, на берегах реки Полынки, на расстоянии приблизительно 10 километров (по прямой) к северо-западу от посёлка городского типа Фалёнки, административного центра района. Абсолютная высота — 128 метров над уровнем моря.
Климат
Климат характеризуется как континентальный, с продолжительно холодной многоснежной зимой и умеренно тёплым летом. Среднегодовая температура составляет 1,3 °C. Средняя температура воздуха самого тёплого месяца (июля) — 17,8 °C; самого холодного (января) — −14,7 °C. Среднегодовое количество атмосферных осадков составляет 555 мм. Снежный покров образуется в первой декаде ноября и держится в течение 162 дней.

## История
В «Списке населенных мест Российской империи», изданном в 1876 году, населённый пункт упомянут как казённый починок «за рекой Чепцой» (Плешки) Слободского уезда (2-го стана), при речке Полынке, расположенный в 98 верстах от уездного города Слободской. В починке насчитывалось 6 дворов и проживал 61 человек (31 мужчина и 30 женщин).

В 1926 году население деревни составляло 209 человек (94 мужчины и 115 женщин). Насчитывалось 35 хозяйств (из которых 34 крестьянских). В административном отношении Плешки входили в состав Полынского сельсовета Косинской волости Слободского уезда.

## Население
| 2010 |
| ---- |
| 2    |

Половой состав
По данным Всероссийской переписи населения 2010 года в гендерной структуре населения мужчины составляли 50 %, женщины — соответственно также 50 %.
Национальный состав
Согласно результатам переписи 2002 года, в национальной структуре населения русские составляли 60 % из 5 чел.